# Екшънмен (сериал, 2000)
„Екшънмен“ (на английски: Action Man) е анимационен сериал, базиран на едноименните играчки от „Хасбро“. След версията от 1995 година той е първият сериал от поредицата, който е компютърно анимиран. В този сериал Александър „Алекс“ Ман е атлет по екстремни спортове, който е известен като „Екшънмен“ и е член на „Тийм Екстрийм“

## Актьорски състав и герои

### Главни герои
- Марк Хилдрет – Екшънмен / Алекс Ман
- Майкъл Добсън – Дезмънд „Гриндър“ Синклер
- Табита Джърмейн – Агнес „Фиджет“ Уилсън
- Питър Келамис – Рики Сингх-Бейнс
- Кристофър Джъдж – Треньор Саймън Грес
- Тайлър Лабин – Брандън Кейн
- Майкъл Копса – Доктор Хикс (ново тяло)
- Кемпбъл Лейн – Доктор Хикс (оригинално тяло)
- Андрю Франсис – Темпелтън Сторм
- Джанис Джод – Асази
- Гари Чолк – Ганджрийн / д-р Волфганг Грийнхолц
- Иън Джеймс Корлет – Куейк / Сидни

### Второстепенни герои
- Маккензи Грей – Ник Мастърс
- Винъс Терцо – Агент Даяна Зървис
- Майкъл Донован
- Кърби Мороу – Джими Ву
- Иън Джеймс Корлет – Сидни
- Браян Дръмънд – Крейг

## В България
В България сериалът е излъчен по Нова телевизия с български дублаж на „Диема Вижън“, чието име не се споменава. Ролите се озвучават от Ани Василева, Силви Стоицов, Николай Николов и Здравко Методиев. Режисьор на дублажа е Димитър Кръстев.